# San Vicente Xiloxochitla
San Vicente Xiloxochitla (pronunciado en español /aːʃiloʃo'tʃitɬa/ⓘ) es una localidad del municipio de Natívitas, en el estado mexicano de Tlaxcala. Colinda al norte con los municipios de Santa Ana Nopalucan y San Damián Texoloc. Es considerado como «la capital del taco de canasta», debido a que la elaboración de este antojito representa la mayor actividad económica de la población.

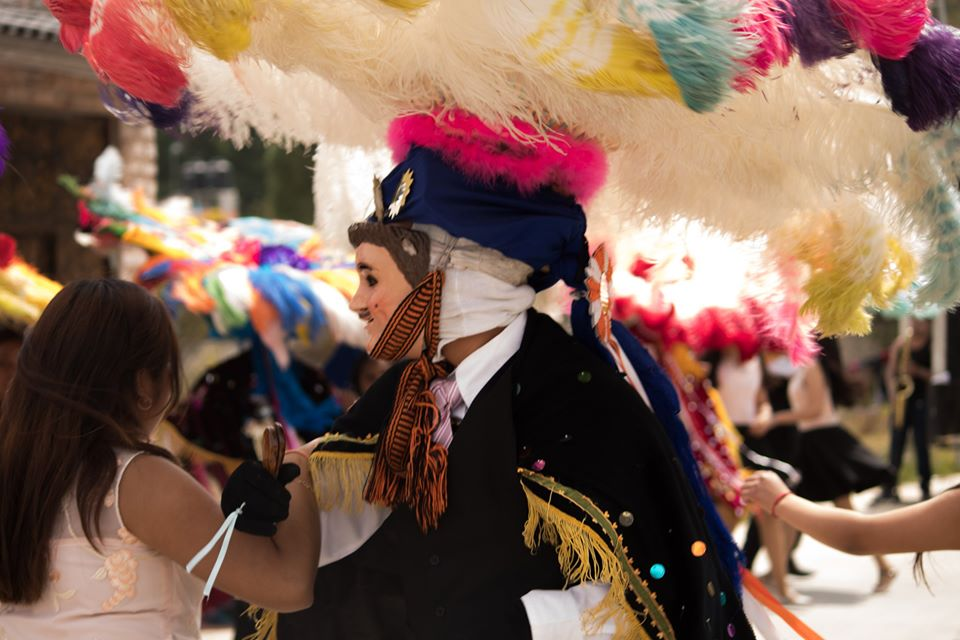
Danzante del Carnaval, en Xiloxochitla

## Geografía
San Vicente Xiloxochitla se encuentra localizado en las coordenadas geográficas 19° 17′ 03″, 098°18'55", a una altitud de 2208 metros sobre el nivel del mar.

## Demografía
De acuerdo con el censo de 2010, San Vicente Xiloxochitla cuenta con 2418 habitantes, divididos en 1137 hombres y 1281 mujeres.

## Actividad económica

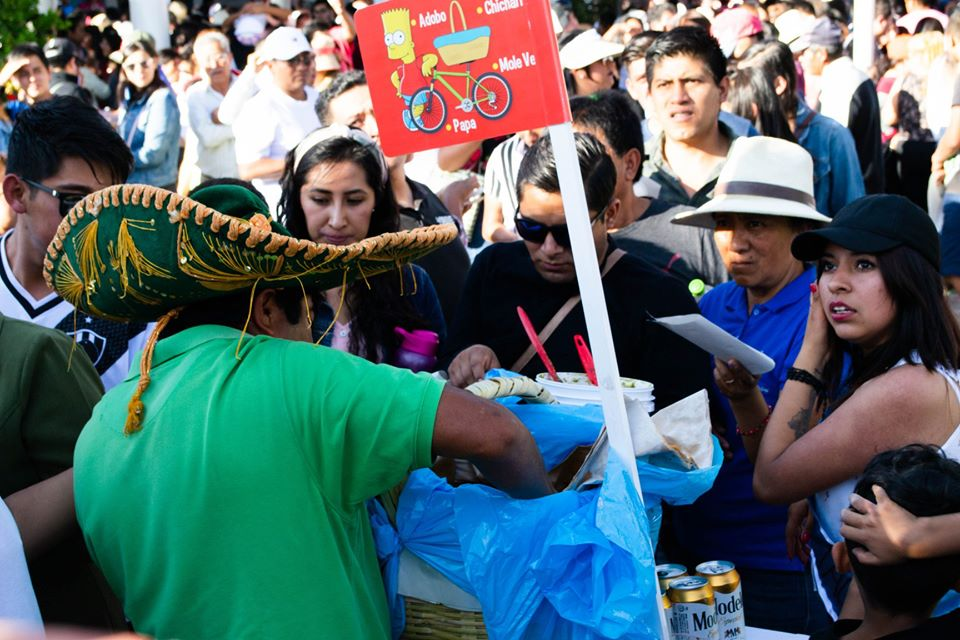
Feria Tacos de Canasta

San Vicente Xiloxochitla es reconocido por la producción de tacos de canasta. Desde la década de los 1940, los pobladores se han dedicado a la venta de estos antojitos en los estados de Tlaxcala, Ciudad de México, Puebla e Hidalgo.
Desde 2005, la localidad celebra la Feria del Taco de Canasta.

## Referencias

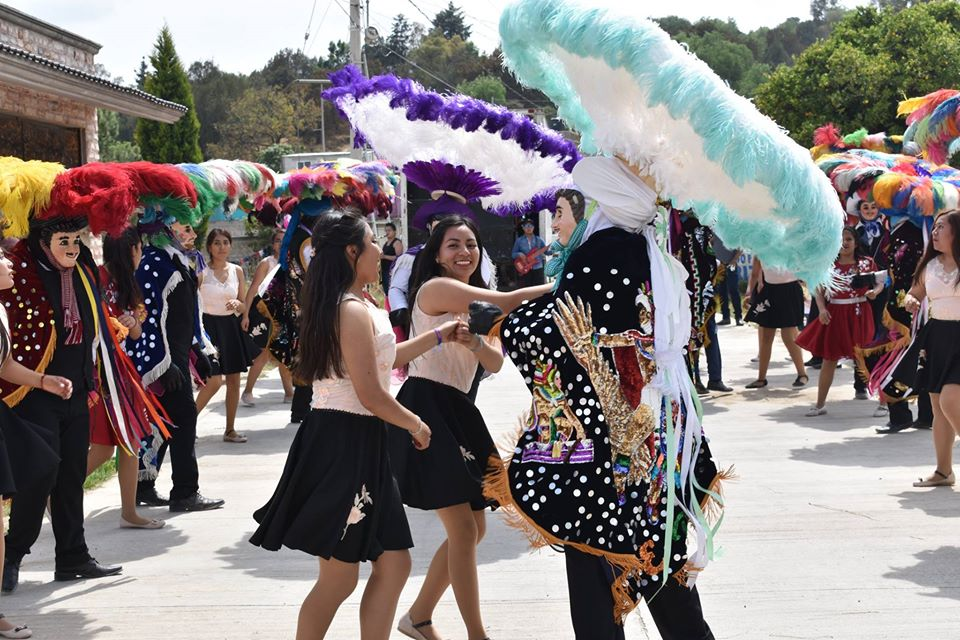
Danzas de Carnaval en Xiloxochitla